# Памятник Фёдору Коню
Памятник Фёдору Коню — одна из достопримечательностей Смоленска. Посвящён русскому зодчему второй половины XVI века Федору Савельевичу Коню.
Фёдор Конь построил в 1596—1602 годах дошедшие до наших дней городские стены и башни Смоленска, а также, в 1585—1593 годах, каменные стены и башни «Белого города» в Москве (соответствовали линии нынешнего Бульварного кольца; снесены в XVIII веке).
Памятник был установлен в мае 1991 года возле первой из отреставрированных крепостных башен — Громовой. Его авторы — скульптор О. Н. Комов и архитектор А. К. Анипко. Подлинных изображений зодчего не сохранилось, поэтому памятник представляет собой собирательный образ русского зодчего конца XVI — начала XVII веков.